# 土屋千明
土屋 千明（つちや ちあき、1982年6月29日 - ）は、群馬県出身の女子競艇選手。登録番号4225。身長156cm。血液型O型。
92期。群馬支部所属。父はオートレーサーの土屋栄三、弟に同じ競艇選手の土屋智則（登録番号4362）、同期に安達裕樹、大峯豊、毒島誠らがいる。

## 来歴
- やまと競艇学校時代、リーグ戦勝率6.78（準優出4　優出3）の成績を残して、卒業記念競走に優出（3着）した。
- 2003年5月24日、桐生競艇場でデビュー（6着）。
- 2003年11月11日、桐生競艇場での一般競走最終日6Rで初勝利（71走目）。
- 2008年3月4日、津競艇場での「第21回JAL女子王座決定戦競走」にG1初出場。
- 2010年3月3日、下関競艇場での女子王座2日目でG1初勝利。
- 2018年5月23日、桐生競艇場において開催された第38回群馬テレビ杯・G3女子リーグ戦の優勝戦第12Rで、2コースからインの大瀧明日香を1Mで鋭く差し切り、30回目の優出にして念願のデビュー初優勝を飾っている。
- 2019年11月22日、江戸川競艇場において開催された「男女Ｗ優勝戦　第43回サンケイスポーツ杯」の優勝戦第12Rで、1コースからのイン逃げを決め2度目の優勝。